# Leócharés

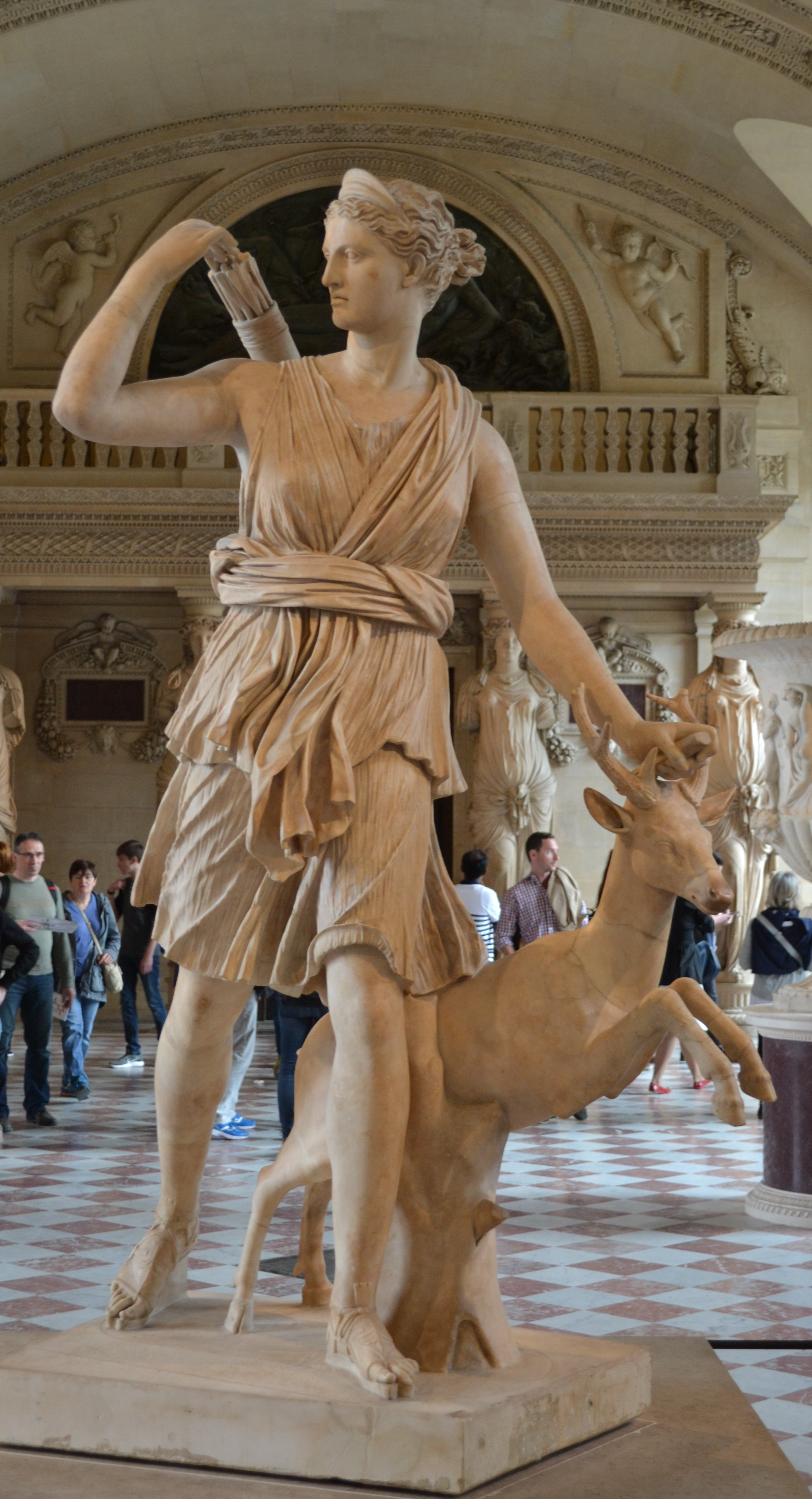
Socha Artemidy, známé jako „Diana z Versailles“ z 2. století, zhotovená podle řeckého originálu od Leóchara, Louvre

Leócharés, řecky Λεοχάρης, byl starořecký athénský sochař 4. století př. n. l.
Pro Filipeion v Olympii vytvořil na objednávku Filipa II. Makedonského jeho sochu a navíc sochu jeho ženy Olympiady, dále jejich rodičů Amyntase III. a Eurydiky I. a jejich syna Alexandra Velikého, a to ze zlata a slonoviny. Podle Pausania byly později přeneseny sochy Eurydiky a Olympiady do Chrámu bohyně Héry v Olympii, možná aby vyplnily mezery způsobené loupeží císaře Nera. K jeho dnes nejznámějším dílům patří socha Ganyméda unášeného orlem, to proto, že se jeho replika zachovala ve Vatikánském muzeu. S Lysippem vytvořil velkou bronzovou skupinu zobrazující Alexandra Velikého na lovu lvů. Jak sousoší vypadalo, si můžeme udělat představu díky tomu, že bylo částečně replikováno na reliéfu, jež je dnes v galerii Louvre v Paříži. Z portrétních soch je známa socha Pasiklea a jeho ženy Timostraty, a socha řečníka Isokrata. Vytvořil tři sochy Dia: jedna stála na athénské akropoli, druhá tvořila skupinu v Pireu, třetí stála později na Kapitolu v Římě a byla nazývána Jupiter Tonans. Tyto sochy se nedochovaly. Se Skopou, Bryaxidem a Timoteem pracoval na výzdobě mauzolea v Halikarnassu. Autorství některých soch je nejisté (Déméter z Knidu, Apollón Belvedérský, Artemis z Versailles, Lysikratův pomník v Athénách).